# ブレージモ
ブレージモ（イタリア語: Bresimo）は、イタリア共和国トレンティーノ＝アルト・アディジェ州トレント自治県にある、人口約300人の基礎自治体（コムーネ）。

## 地理

### 位置・広がり
トレント自治県北西部、ヴァル・ディ・ノンに位置するコムーネ。クレスから北西へ7km、ボルツァーノから西南西へ31km、県都トレントから北北西へ39km、ソンドリオから東北東へ89kmの距離にある。

#### 隣接コムーネ
隣接するコムーネは以下の通り。括弧内のBZはボルツァーノ自治県所属を示す。
- カルデス
- チス
- リーヴォ
- マレ
- ラッビ
- ルーモ
- ウルティモ (BZ)

## 行政

### 分離集落
ブレージモには、以下の分離集落（フラツィオーネ）がある。
- Baselga, Bevia, Fontana e Fontana Nuova

### Comunità di valle
トレント自治県が設置した広域行政組織 Comunità di valle 「ヴァル・ディ・ノン」 (it:Comunità della Val di Non) （事務所所在地: クレス）に属する。

## 住民

### 言語
| 少数言語話者の割合（2011年） | 少数言語話者の割合（2011年） | 少数言語話者の割合（2011年） | 少数言語話者の割合（2011年） | 少数言語話者の割合（2011年） |
| ---------------------------- | ---------------------------- | ---------------------------- | ---------------------------- | ---------------------------- |
|                              |                              |                              |                              |                              |
| ラディン語                   | ラディン語                   |                              | 20.5%                        | 20.5%                        |
| モケーニ語                   | モケーニ語                   |                              | 0.0%                         | 0.0%                         |
| チンブロ語                   | チンブロ語                   |                              | 0.0%                         | 0.0%                         |

2011年10月9日に行われた国勢調査によれば、住民254人中52人（20.5%）がラディン語話者であった。